# Schlacht von Las Salinas
Eroberung: 
Cajamarca • 
Jauja • 
Vilcaconga • 
Cusco (Eroberung) • 
Maraycalla • 
Cusco (Belagerung) • 
Ollantaytambo

Bürgerkriege: 
Abancay • Las Salinas • Chupas • Iñaquito • Huarina • Jaquijahuana

Die Schlacht von Las Salinas war eine entscheidende militärische Konfrontation während der Eroberung des Inka-Reichs zwischen den bewaffneten Kräften Hernando und Gonzalo Pizarros einerseits und denen des rivalisierenden Conquistadors Diego de Almagro andererseits am 26. April 1538. Beide Seiten beanspruchten für sich, die Autorität der spanischen Krone zu repräsentieren. Die Leute Pizarros wurden als „jene von Pachacámac“ bekannt, während die Almagros als „Chileleute“ bezeichnet wurden.
Nach einer Stunde des Gemetzels zeichnete sich ein Sieg Pizarros ab: Nach der Gefangennahme Almagros und dem Tod seines Stellvertreters Rodrigo Orgóñez auf dem Schlachtfeld ergriffen die Pizarristas Besitz von Cusco. Almagro wurde am 8. Juli 1538 exekutiert.

## Hintergrund
Der Konflikt zwischen den Pizarro-Brüdern und Almagro rührte von einem Streit über die Herrschaft über die Inkametropole Cusco seit der frühen spanischen Aufteilung des Inkareichs. Während Almagro seit 1537 über Cusco herrschte, beanspruchten auch die beiden Pizarro-Brüder die Herrschaft. Almagros Unternehmungen hatten ihn zuvor mehrmals zu Siegen geführt, aber obwohl er die Stadt anfangs im Handstreich nahm, waren die Truppen Pizarros in der Region weitaus stärker, so dass Almagro nur noch wenige Optionen zu seiner Verteidigung blieben. Der dreiundsechzigjährige Almagro, der durch eine Krankheit gelähmt war, überschätzte sein Glück und beauftragte Rodrigo Orgóñez mit der militärischen Führung seiner Truppen.
Almagros Männer machten ihren ersten Fehler, als sie versäumten, den Guáitara-Pass zu bewachen, der den Zugang nach Cusco beherrschte. Der Feind trotzte der Sierra, die er überquerte, und erschien mit seiner Streitmacht an der Küste. Bei einem Kriegsrat in Cusco zog Almagro sogar eine neue Verhandlungsrunde mit den Pizarro-Brüdern in Betracht. Orgóñez soll unterbrochen haben mit der Bemerkung: „Es ist zu spät, ihr habt Hernando Pizarro befreit und so bleibt nichts als ihn zu bekämpfen.“
Orgóñez marschierte mit seinen 500 Mann auf die ehemalige indigene Salzmine von Cachipampa zu, die ca. 5 km südlich von Cusco liegt. Er wurde für diese Wahl des Schlachtfeldes später vielfach kritisiert, weil das zerklüftete Terrain den Einsatz der Kavallerie sehr begrenzte, die mehr als die Hälfte seiner Truppe ausmachte. Darüber hinaus war seine Infanterie zu schlecht bewaffnet, denn viele verfügten nur über eine Pike. Sein Heer soll über fünfzehn Musketen verfügt haben. Eine Batterie von sechs Feldschlangen gab ihm andererseits einen markanten Vorteil über seine Gegner.
Pizarros Truppe bestand hauptsächlich aus Infanterie und zählte über 700 Mann. Seine Kavallerie wurde durch Almagros starke Kräfte bewährter Ritter übertroffen, aber zusätzlich zu seinen alten Conquistadoren konnte er sich auch auf ein Kontingent imperialer Arkebusiere stützen, die kürzlich aus Santo Domingo angekommen waren. Diese gefürchtete Truppe verfügte über großkalibrige Feuerwaffen, die erst kurz zuvor für die blutigen Kämpfe in den Niederlanden entwickelt worden waren.
Die Wirkung der Schlacht zwischen den Spaniern auf die indigene Bevölkerung war von Spannung und Hass geprägt: In Windeseile verbreitete sich die Kunde von der bevorstehenden Schlacht zwischen den Almagristen und den Pizarristen. Voller Freude strömten zahlreiche Indígenas zum Schlachtfeld, um den bevorstehenden Kampf zwischen den Christen zu beobachten in der Hoffnung, dass alle Christen durch ihre eigenen Waffen umkämen und keine Seite einen Sieg erringen würde. Orgóñez schickte Paullu Inca mitsamt seinem Volk auf eine Anhöhe, mit der Anweisung, jeden Fliehenden zu töten, ganz gleich ob Almagro-Anhänger oder Pizarro-Freund. Paullu Inca – ein Bruder des aufständischen Manco Cápacs – erhob selbst Anspruch auf die Würde des Sapa Inka und  reiste und kämpfte mit seinen Getreuen im Gefolge Almagros.

## Die Schlacht
Orgóñez platzierte seine Infanterie in die Mitte und je eine Kavalleriedivision auf jedem Flügel. Pizarros Streitmacht spiegelte diese Verteilung wider, indem Alonso de Alvarado ein Kavalleriekorps kommandierte, während Hernando Pizarro das andere übernahm. Gonzalo Pizarro befehligte das Infanteriebataillon, das den ersten Angriff über den kleinen Fluss unternahm, der die beiden Truppen trennte. Orgóñez’ Musketenfeuer rief Unordnung in Gonzalos Reihen hervor, aber der morastige Grund verhinderte, dass Orgóñez durch den Einsatz seiner Kavallerie seinen Vorteil ausspielte. Währenddessen eröffneten Pizarros imperiale Truppen auf der anderen Seite ein mörderisches Feuer aus doppelläufigen Waffen.
Während die Infanterie in Kämpfe in den Marschen verwickelt war, brachten Pizarro und Orgóñez ihre Kavallerie ins Spiel. Unter dem Befehl von Orgóñez auf der einen und Pizarro auf der anderen Seite verschmolz auf beiden Seiten der linke und rechte Flügel der Kavallerie zu einer Reihe. Es folgte ein Schock, als die beiden im vollen Galopp unter den Schlachtrufen „Für den König und Almagro!“ bzw. „Für den König und Pizarro!“ aufeinander trafen. Orgóñez wurde während seines verzweifelten Kampfes durch einen Musketenschuss verwundet und vom Pferd gerissen. Als er von sechs feindlichen Männern umringt war, fragte er nach einem Offizier, dem er sich ergeben könne. Hernando Pizarros Diener Fuentes nahm ihn daraufhin gefangen und schlug ihm mit großer Grausamkeit den Kopf ab. Sein Tod brachte seine Kavallerie so sehr ins Wanken, dass sie trotz ihrer Überlegenheit in ihrer Konfusion zurückfiel. Auch Almagros zweiter Offizier Gonzalo Calvo de Barrientos fiel während des Kampfes.
Währenddessen kämpfte die Infanterie Almagros chancenlos gegen die überlegene Feuerkraft von Pizarros Mannen. Nach einer Stunde tapferen Kampfes begann sie sich in Richtung auf Cusco abzusetzen. Hilflos beobachtete Almagro den Weg von seiner Sänfte auf einem Hügel. Die Zuschauer der etwa zweistündigen Schlacht stürmten anschließend den Schlachtplatz, um die zweihundert Gefallenen auszuplündern.